# Chamelophyton kegelii
Chamelophyton es un género monotípico que tiene asignada una única especie: Chamelophyton kegelii (Rchb.f.) Garay de orquídeas epifitas. Es originaria de Venezuela y Surinam.

## Descripción
Es una orquídea de tamaño pequeño, prefiere el clima cálido y tiene un hábito creciente epífita con un rizoma que da lugar a un tallo robusto envuelto por una vaina tubular suelta y que lleva  una sola hoja, apical, suberecta postrada, densamente coriáce, pustulosa-verrugosa, ampliamente elíptica a circular, obtusa  a redondeada, con la base peciolada. Florece en la primavera o el invierno en una inflorescencia lateral de 1 a 1,5 mm  de largo.

## Distribución y hábitat
Se encuentra en Venezuela y Surinam en los bosques sombríos en las elevaciones de alrededor de 400 a 500 metros. 

## Taxonomía
Chamelophyton kegelii fue descrita por (Rchb.f.) Garay  y publicado en Orquideología; Revista de la Sociedad Colombiana de Orquideología 9: 115. 1974.
Sinonimia
- Restrepia kegelii Rchb.f., Linnaea 41: 133 (1877).
- Barbosella kegelii (Rchb.f.) Schltr., Repert. Spec. Nov. Regni Veg. 15: 262 (1918).
- Pleurothallis hexandra Garay & Dunst., Orch. Venez. Illustr. 3: 252 (1965).
- Garayella hexandra (Garay & Dunst.) Brieger, Trab. Congr. Nac. Bot. 26: 42 (1977).[1]